# Просвирнин, Сергей Геннадьевич
Сергей Геннадьевич Просвирнин (17 марта 1970 года) — заслуженный мастер спорта России по летнему биатлону.

## Биография
Выступал в соревнованиях по летнему биатлону за СКА и г. Санкт-Петербург. Тренеры — заслуженные тренеры РФ Н. Ф. Рехтин, А. Ф. Кузнецов, А. Н. Кожин.
4-кратный чемпион мира (1998, 1999, 2000, 2002). 6-кратный чемпион Европы (1998, 1999, 2001, 2003).
10-кратный чемпион России (1995—2002), 5-кратный призёр первенства РФ (2002).
В 1991 г. окончил Свердловское высшее танко-артиллерийское политическое училище им. Л. И. Брежнева с дипломом с отличием и Золотой медалью. Его имя занесено на Доску почета училища.
С 2002 — Ректор Санкт-Петербургского государственного университета.
Генерал-полковник — Военно-космическая академия имени А. Ф. Можайского.
Женат на Надежде Сергеевне — мастере спорта по лыжам, чемпионе Вооруженных сил РФ. Вместе они воспитывают двух сыновей (Просвирнина Данила и Просвирнина Дмитрия).